# پوتسرسکی پریچینوویچ
پوتسرسکی پریچینوویچ (به صربی: Pocerski Pričinović) یک منطقهٔ مسکونی در صربستان است.